# Аптека-музей Йогана Зега
Апте́ка-музе́й Йогана Зега — музей, що розташований у Бориславі, в міському парку культури та відпочинку обладнаний під аптеку винахідника нафтової промисловості Йогана Зега. В даний час музей працює під керівництвом бориславського туристичного інформаційного центру.

## Історія відкриття
Аптеку-музей Йогана Зега було створено у два етапи: з 2019 року облаштовували ділянку під локацію та виконували будівельні роботи, 2020 рік присвятили пошукам інформації, експонатів та наповненню музейного простору. Кошторис проєкту «Встановлення аптеки-музею світового винахідника нафтової промисловості Йогана Зега»  — становив понад півмільйона гривень. Втілювався проєкт у межах Програми підтримки ініціатив місцевих карпатських громад, яку реалізує асоціація «Єврорегіон Карпати-Україна».
Офіційне відкриття музею відбулось 27 січня 2021 року у Бориславському міському парку культури і відпочинку.
Експонати музею ілюструють не лише розвиток аптечної справи і фармацевтики, але й історію міста Борислава, нафтовидобутку і нафтопереробки, інженерної справи, видобування і переробки озокериту.

## Експозиція
- Модель приладу для розділення нафти на фракції (модель дистилятора, який був встановлений в львівській аптеці «Під золотою зіркою» на вулиці Коперника,1).
- Штангласи з аптек Борислава початку ХХ століття;[5]
- Аптечні препарати та масла;
- Колекція гасових ламп різних епох;
- Передруки світлин кінця ХІХ — початку ХХ ст.[6]
- Експонати пов'язані з історією та життям Йогана Зега.[7]

## Історичне підґрунтя музею
Йоганн Зег став одним з перших дослідників бориславської нафти, а також фактичним винахідником технології її рафінування (розділення) на фракції. Ще в 1853 році він розробив схему та сам прилад дистиляції ропи нафтової, що не лише дало старт нафтовій та озокеритовій галузі промисловості, але й стало потужним фактором економічного розвитку Галичини й Австро-Угорської монархії. Нафта, озокерит і продукти їхньої переробки принесли Бориславу світову славу саме завдяки розробкам Йогана Зега.
Власне, Йоганн Зег мешкав у Бориславі від 1876 року, де й відкрив свою аптеку «Зірка» на вулиці Панській (сучасна вулиця Шевченка, 12). 25 січня 1897 року Зег помер, його поховали в Бориславі, втім ані його могила, ані будівля аптеки не збереглися.

## Світлини

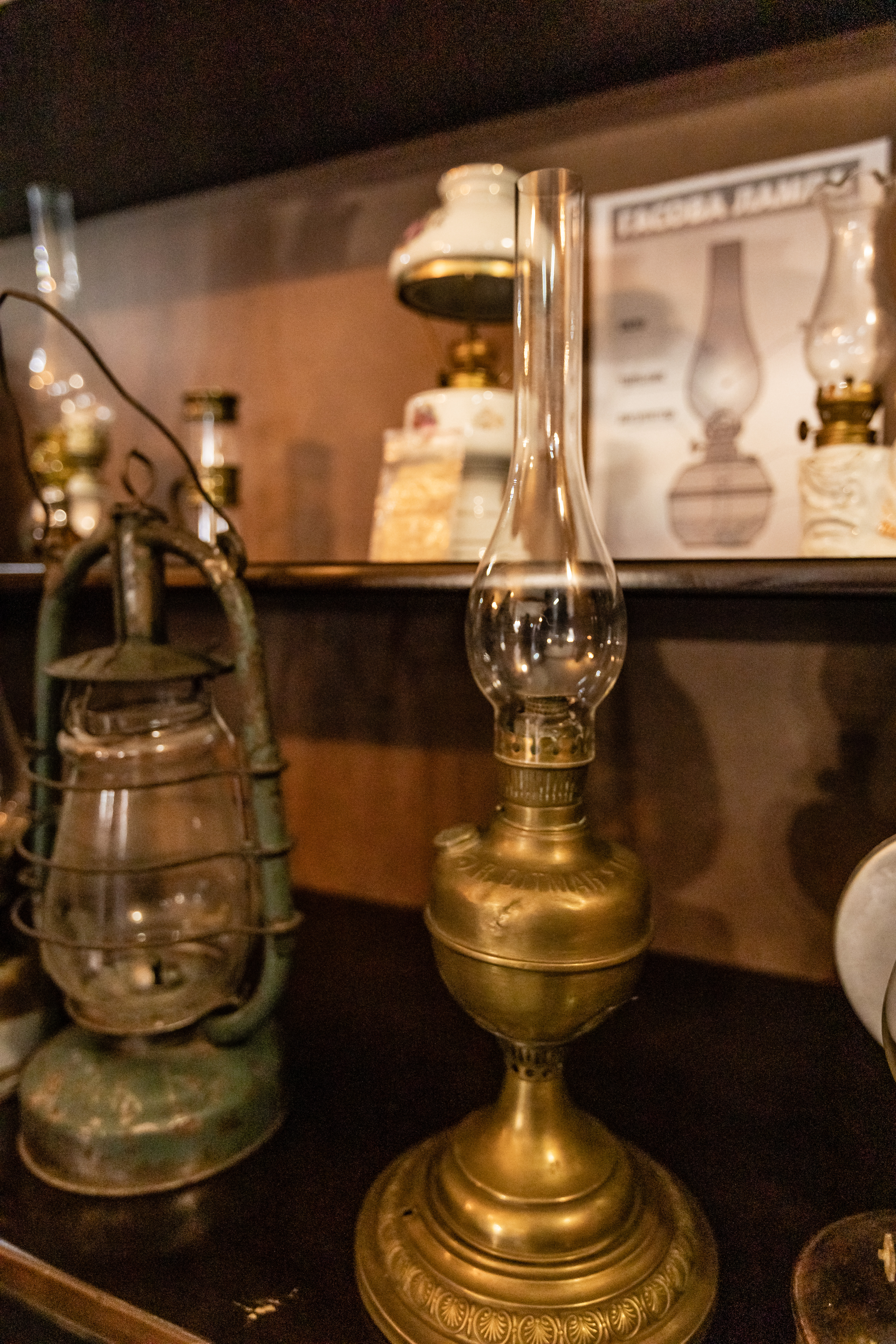
Гасові лампи та схема структури швейцарської гасової лампи
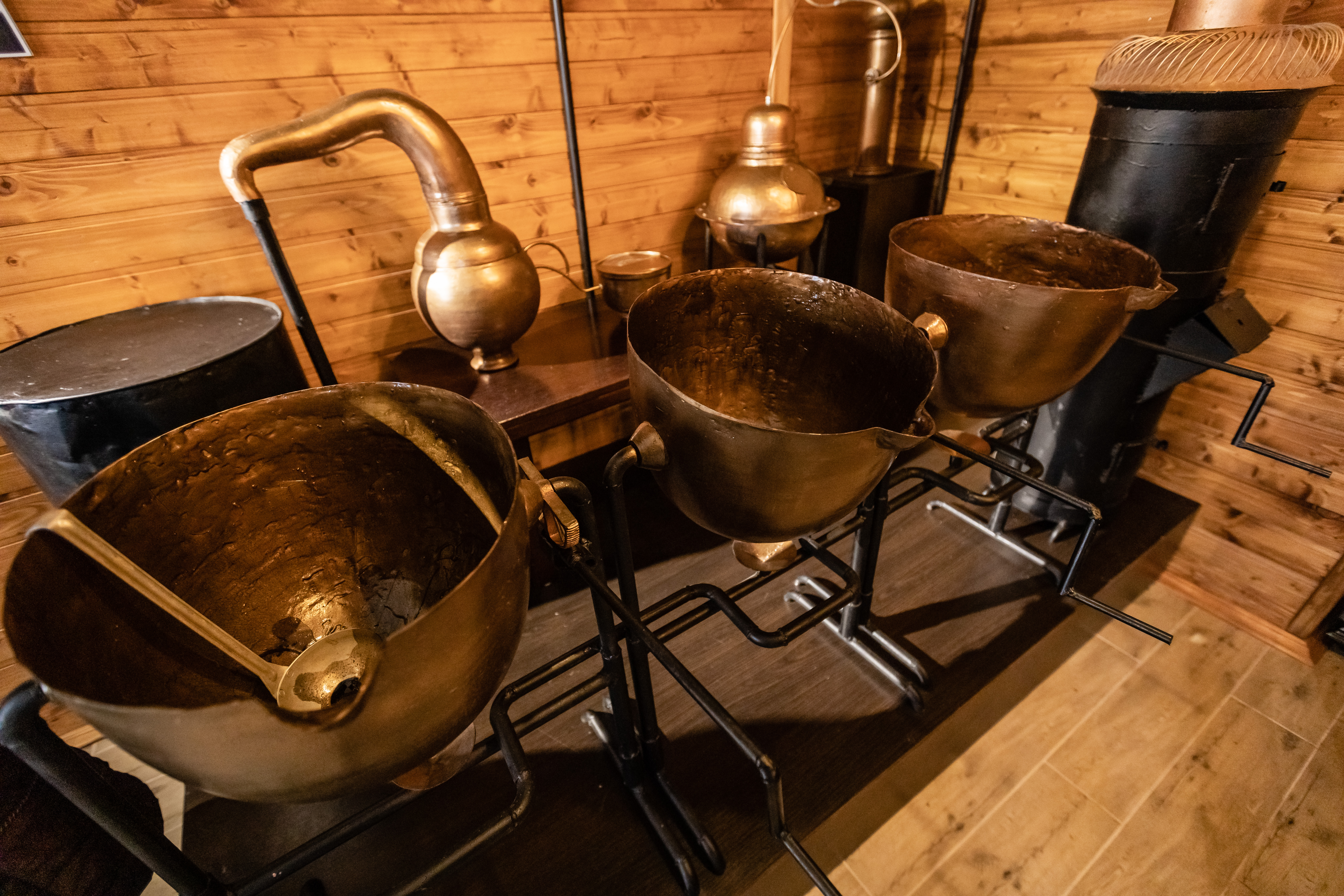
Макет дистилятора нафти на якому було дистильовано гас Йоганом Зегом
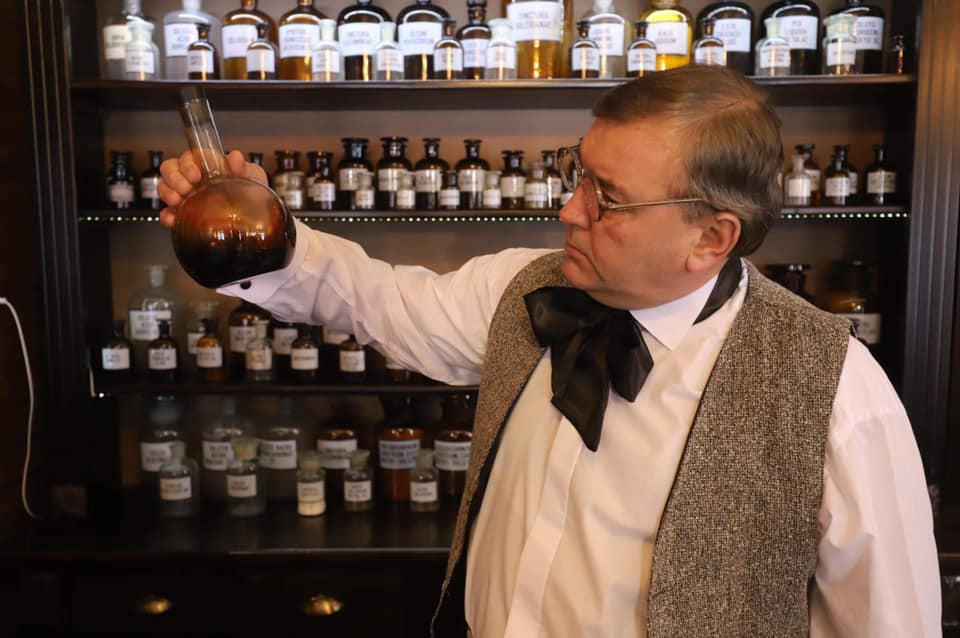
Один із моментів театральної вистави, що була зіграна при відкритті аптеки-музею Йогана Зега 21 січня 2021 року
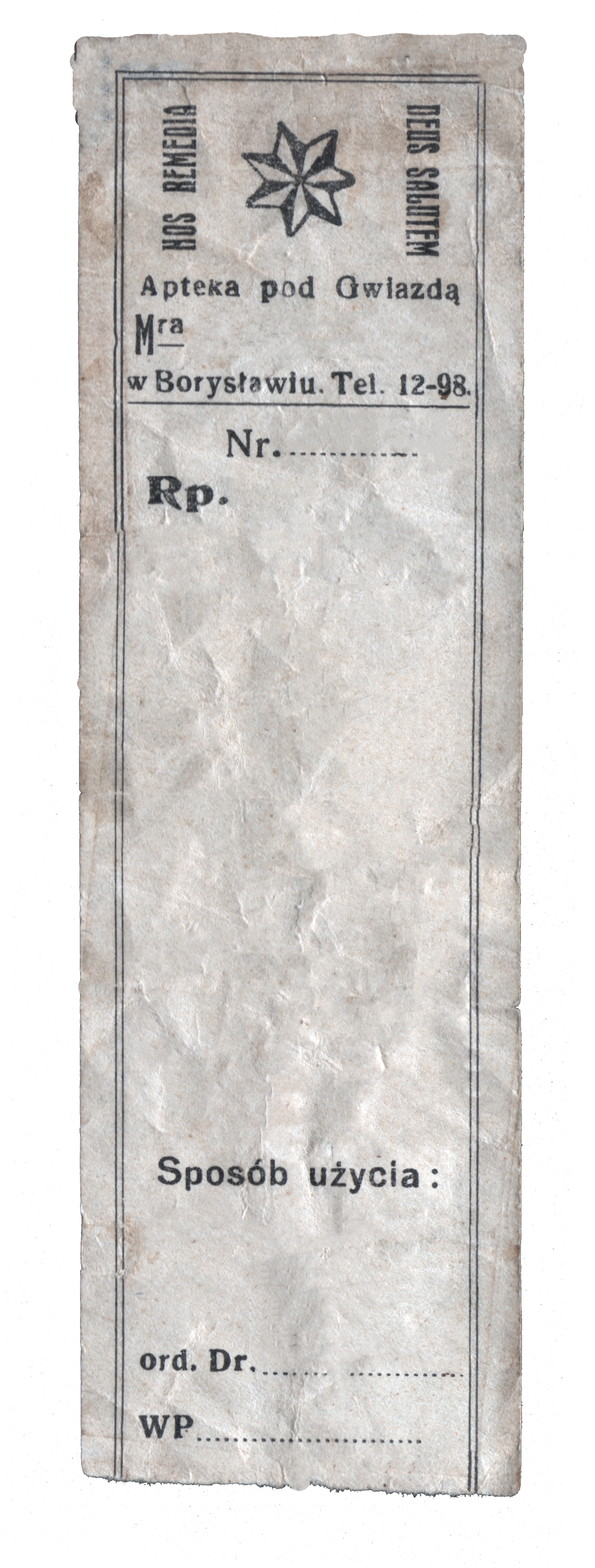
Рецепт з бориславської аптеки "під зіркою"
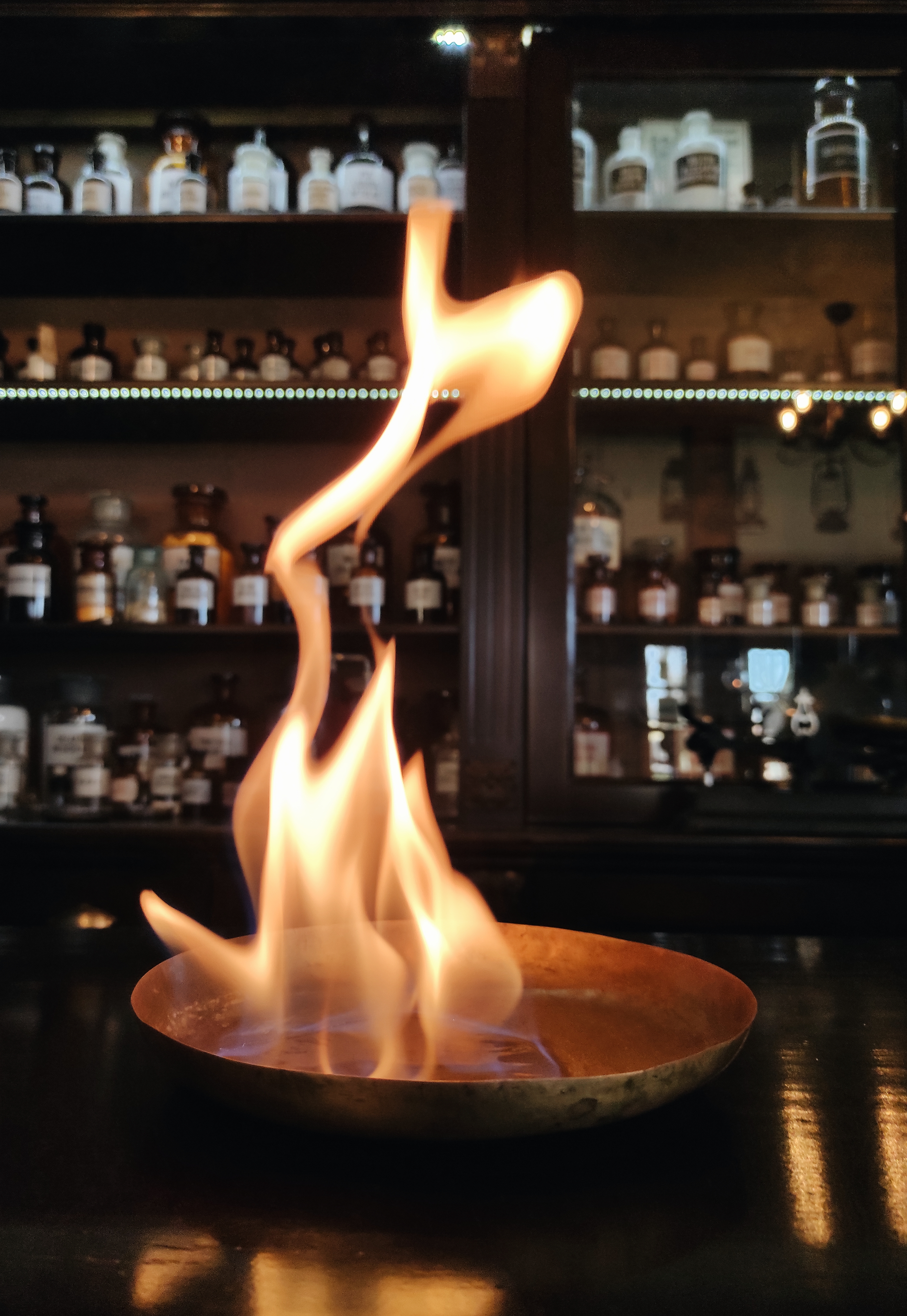
Один з дослідів на екскурсії
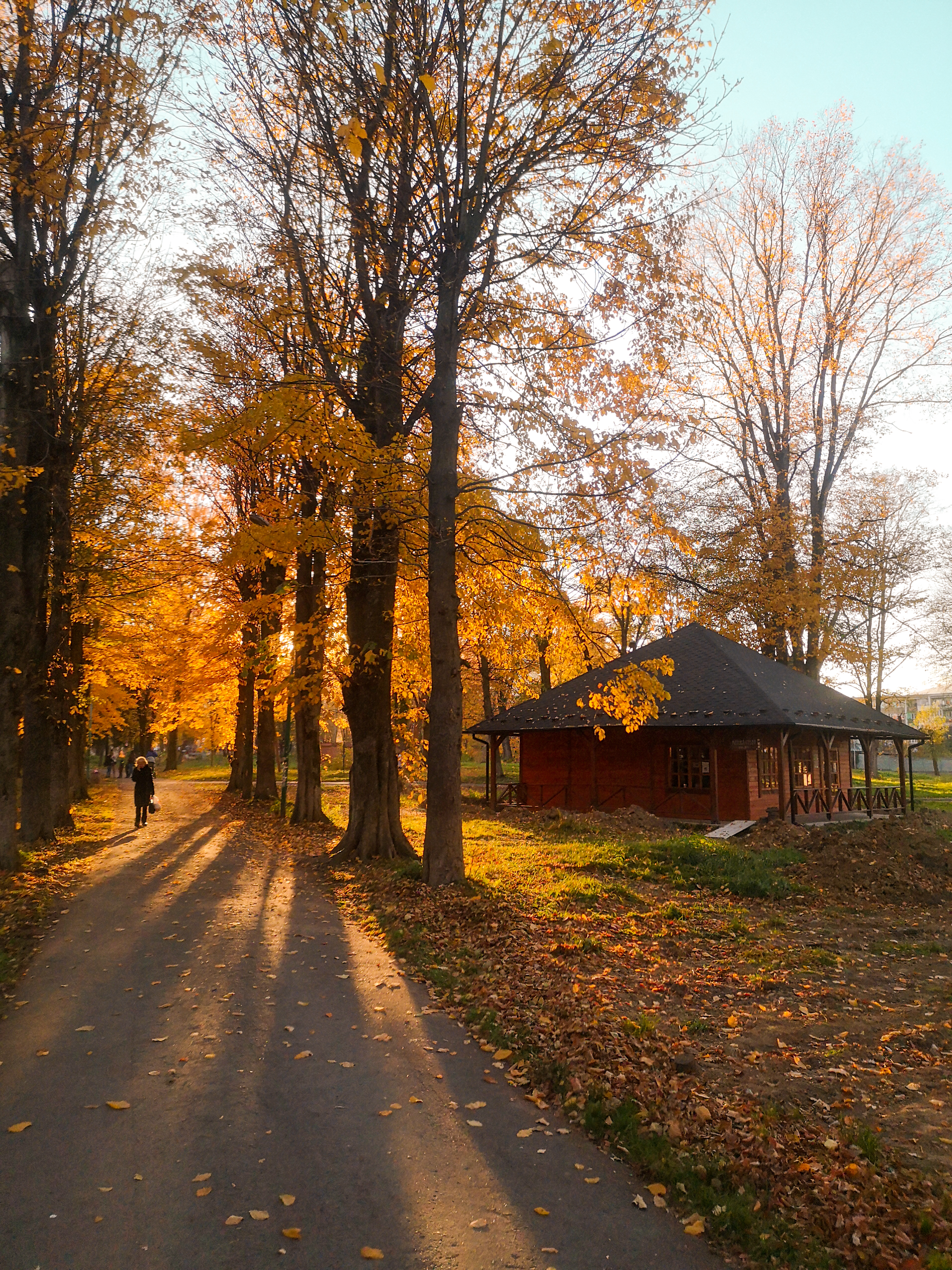
Зовнішній вид восени (2021 р.)
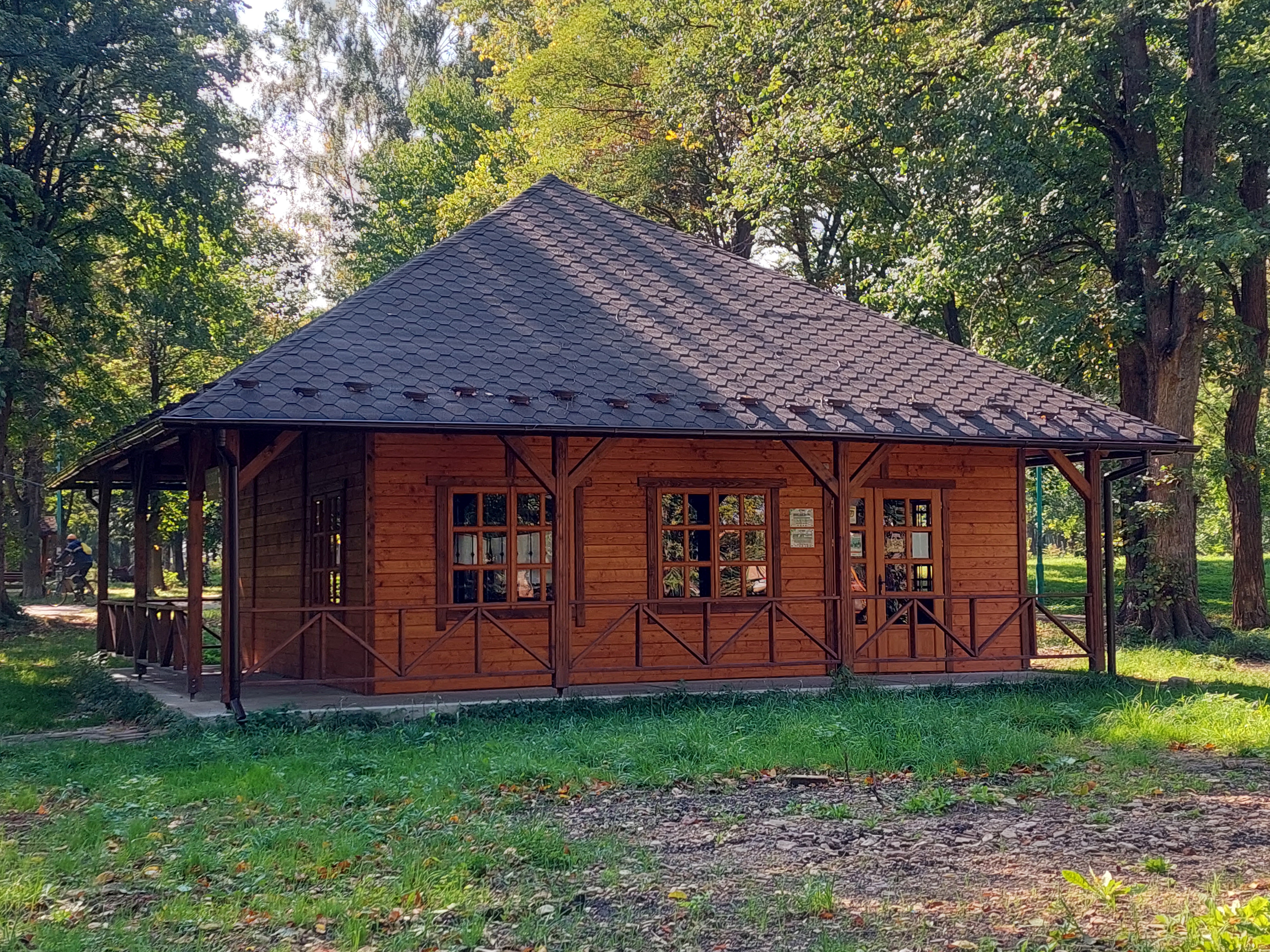
Вид ззовні
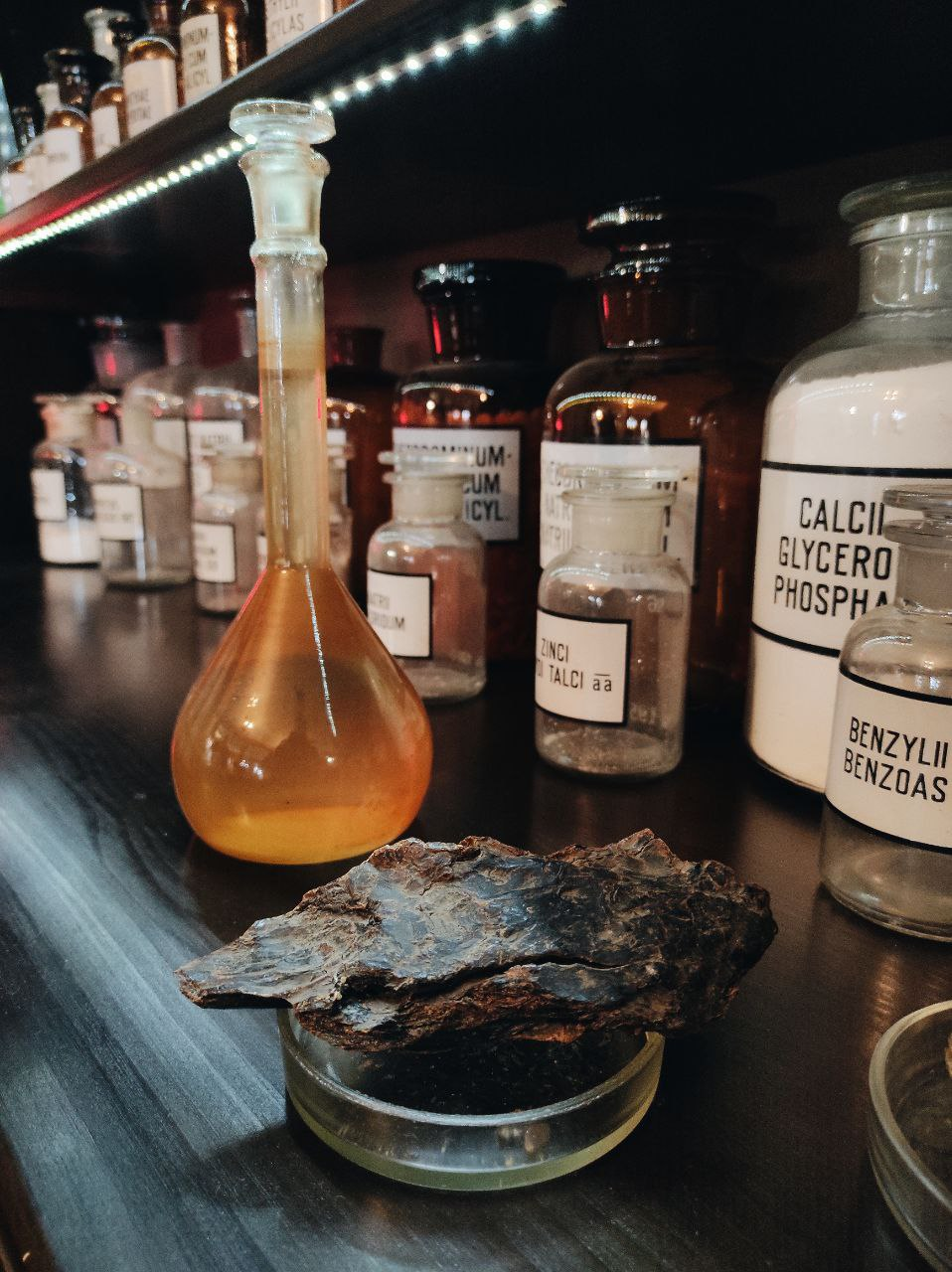
Експозиція озокериту та соленої бориславської ропи